# Chamaexeros longicaulis
Chamaexeros longicaulis är en sparrisväxtart som beskrevs av Terry Desmond Macfarlane. Chamaexeros longicaulis ingår i släktet Chamaexeros och familjen sparrisväxter. Inga underarter finns listade i Catalogue of Life.